# Dolní Falknov
Dolní Falknov (německy Nieder Falkenau) je vesnice a část obce Kytlice v okrese Děčín. Nachází se asi 1,5 kilometru severovýchodně od Kytlic. Dolní Falknov je také název katastrálního území o rozloze 8,93 km².

## Historie
První písemná zmínka o vesnici pochází z roku 1588.

## Obyvatelstvo
Při sčítání lidu v roce 1921 ve vsi žilo 484 obyvatel (z toho 233 mužů), z nichž bylo 127 Čechoslováků, 350 Němců, jeden příslušník jiné národnosti a šest cizinců. Kromě sedmi evangelíků, sedmnácti příslušníků nezjišťovaných církví a 59 lidí bez vyznání byli římskými katolíky. Podle sčítání lidu z roku 1930 měla vesnice 450 obyvatel: 86 Čechoslováků, 363 Němců a jednoho cizince. Převažovala římskokatolická většina (375 obyvatel), ale kromě ní ve vsi žili čtyři evangelíci, jeden žid, jedenáct starokatolíků, jedenáct členů nezjišťovaných církví a 48 osob bez vyznání.
|                                                                  | 1869 | 1880 | 1890 | 1900 | 1910 | 1921 | 1930 | 1950 | 1961 | 1970 | 1980 | 1991 | 2001 | 2011 |
| ---------------------------------------------------------------- | ---- | ---- | ---- | ---- | ---- | ---- | ---- | ---- | ---- | ---- | ---- | ---- | ---- | ---- |
| Obyvatelé                                                        | 341  | 370  | 400  | 491  | 602  | 484  | 450  | 144  | 110  | 133  | 149  | 104  | 91   | 86   |
| Domy                                                             | 45   | 55   | 58   | 64   | 68   | 69   | 72   | 65   | —    | 28   | 25   | 24   | 24   | 52   |
| Počet domů z roku 1961 je zahrnut v domech místní části Kytlice. |      |      |      |      |      |      |      |      |      |      |      |      |      |      |

## Pamětihodnosti
- Venkovská usedlost čp. 13
- Venkovská usedlost čp. 23
- Venkovská usedlost čp. 31
- Venkovská usedlost čp. 53